# Batalha de Golpejera
A Batalha de Golpejera, também conhecida como Golpejar, foi um confronto militar travado entre dois reinos cristãos da Espanha, em janeiro de 1072. Na batalha, o rei Sancho II de Castela derrotou as forças do irmão, Afonso VI de Leão, na localidade próxima a Santa Maria de Carrion. As forças de Sancho foram comandadas por Alférez Rodrigo Díaz de Vivar (o El Cid), que mais tarde se tornaria um herói nacional.
O conflito começou logo após a morte do rei Fernando I de Leão. Suas terras foram partilhadas entre os três filhos: Sancho, Afonso e Garcia II. Sancho, contudo, não aceitou a partilha e reivindicou os territórios dos irmãos como seu direito. O Reino da Galiza, pertencente a Garcia II, foi rapidamente tomado e este foi forçado ao exílio.
Já Afonso VI não desistiria do seu trono tão facilmente. Ele e o irmão Sancho II travaram uma violenta batalha próxima a cidade de Carrión de los Condes, no norte da Espanha. No final, as forças de Afonso bateram em retirada. As tropas do rei estavam sob liderança de Rodrigo Díaz de Vivar, um brilhante general.
No fim, Afonso acabou sendo capturado e mandado ao exílio. Ele partiu para Toledo, que na época estava em mãos mouras. A vitória de Sancho, contudo, foi curta. Enquanto ele estava em Leonese, ele acabou sendo assassinado. Afonso VI foi implicado como possível mandante do crime, porém ele foi rápido em retornar ao seu país de origem e clamar o trono do Reino de Castela e Leão para si. O El Cid então jurou lealdade ao novo monarca e, graças sua popularidade, acabou por legitimar a coroação de Afonso.